# Hadházy Ákos
Hadházy Ákos, teljes nevén: Hadházy Ákos Ányos (Debrecen, 1974. március 4. –) magyar állatorvos, politikus, független országgyűlési képviselő.
2006 és 2014 között szekszárdi önkormányzati képviselő. Neve 2013-ban vált országosan ismertté, amikor fideszes képviselőként nyilvánosságra hozta a nemzeti dohányboltok kiosztása során feltárt visszaéléseket. Ez később „trafikbotrány” néven híresült el. 2014 és 2018 között a Lehet Más a Politika (LMP) tagja, 2016-tól 2018-ig férfi társelnöke.
2016-tól országgyűlési képviselő. 2018-tól független.
A Momentum, a Mindenki Magyarországa Mozgalom és a Civil Zugló Egyesület jelöltjeként győzött Zuglóban a 2021-es magyarországi ellenzéki előválasztáson, miután ellenfele, Tóth Csaba az előválasztás közben visszalépett.

## Életpályája
A pécsi Leőwey Klára Gimnáziumban végzett tanulmányai után a budapesti Állatorvostudományi Egyetemen szerzett diplomát 1998-ban. Egyetemi tanulmányai keretében egy szemesztert a németországi Gießen egyetemének állatorvosi karán végzett, ott tette le kórbonctani és élelmiszer-mikrobiológiai szigorlatait. A Semmelweis Egyetem Biológia Intézetében végzett tudományos diákköri munkát. Egyetemi évei alatt sejtbiológusnak készült, de később az állatorvosi gyakorlat felé fordult.
Állatorvosi gyakorlatát Szekszárdon kezdte alorvosként. 2001-től szakmai irányítóként dolgozott az Állatgyógyászati Központban („Kisállatklinika”). 2009-től tulajdonosként vezeti a szekszárdi Központi Állatkórházat. Fő szakmai érdeklődési területe a kisállat-belgyógyászat, a laboratóriumi diagnosztika és az onkológia, de gyakorlatot szerzett a lágyrész- és a csontsebészet terén is. Állatorvosi gyakorlati munkája mellett több tudományos publikációt jegyez társszerzőként, szakmai továbbképzéseken tart előadásokat.
Nős, három fiú- és egy lánygyermeke van. Angolul és németül beszél.

## Közéleti tevékenysége

### A Fideszben
Politikai pályafutását a Fidesz – Magyar Polgári Szövetségben kezdte, 2006-tól önkormányzati képviselő volt Szekszárdon. 2013-ban a magyar trafikrendszer átszervezése kapcsán leleplezte, hogy Szekszárdon az új trafikengedélyeket túlnyomórészt politikai alapon osztották szét az illetékesek.
Hamarosan kilépett a pártból, ezt követően az LMP-ben folytatta politikai tevékenységét. 

### Az LMP-ben
2014-ben a párt országgyűlési képviselőjelöltje, valamint szekszárdi polgármesterjelöltje volt. Munkájának homlokterében a korrupció elleni küzdelem állt. 2016-ban, Schiffer András háttérbe vonulása után, Szél Bernadett mellett őt választották meg az LMP társelnökének. 
Ezt követően heti rendszerességgel tartott sajtótájékoztatóin, valamint a korrupcioinfo.hu lapon és más fórumokon igyekszik leleplezni a kormányzathoz köthető gyanús ügyeket. 2016. szeptember 16-án átvette a lemondott Schiffer András országgyűlési mandátumát is.
A 2018-as magyarországi országgyűlési választáson az LMP képviselőjelöltje volt a Tolna megye 1. OEVK-ben és az országos lista 2. helyén.
A 2018-as országgyűlési választáson elért gyenge eredmény miatt lemondott a párt társelnöki tisztségéről. Április 14-én összeszólalkozott Sallai R. Benedekkel, aki megpróbálta megütni őt. A dulakodás közben Hadházynak felborult a széke. Maga Hadházy ennek következtében beütötte fejét a radiátorba és pár pillanatra elveszítette az eszméletét.
2018 júniusában Hadházy Ákos bejelentette, hogy kilép az LMP-ből, és független képviselőként folytatja korrupció elleni küzdelmét.

### Függetlenként
2018. július 19-én aláírásgyűjtésbe kezdett. Egymillió aláírást akart összegyűjteni azért, hogy rákényszerítse a kormányt az Európai Ügyészséghez csatlakozásra. 2018. november 18-ig 280 000 aláírást sikerült összegyűjtenie, 2019 áprilisában az atv-n már 500 000 összegyűlt aláírásról beszélt, a 2019 májusában tartott európai parlamenti választásig pedig összesen 680 000 aláírás gyűlt össze. A politikus szerint ez az eredmény az ügyészséghez való csatlakozás hazai támogatottságára mutat rá. Az aláírásgyűjtésben az MSZP, a Momentum aktivistái és támogató önkéntesek vettek részt.
A kormánypárti sajtóban adatvédelmi és törvényességi aggályokat vetettek fel az aláírásgyűjtéssel kapcsolatban Péterfalvi Attila NAIH-elnök nyilatkozata alapján, emellett megkérdőjelezték a bejelentett 680 000-es szám hitelességét, és Hadházyt szélhámosnak nevezték. A képviselő szerint viszont az egy mítosz, hogy az adatok nem tárolhatók biztonságosan külföldi szerveren, emellett szerinte az aláírásgyűjtés módja a GDPR-nek is megfelelt. Az Újpesti önkormányzatnál azért részesítették figyelmeztetésben az aláírásgyűjtésben részt vevő ellenzéki képviselőket, mert a gyűjtés előtt nem értesítették a jegyzőt. Ez utóbbi döntést azonban a gyülekezési törvényre hivatkozva hatályon kívül helyezte a közigazgatási bíróság.

Tiltakozók vonulása Budapesten az Astoriánál a Belügyminisztérium felé, a „Nem hagyjuk abba!” tüntetéssorozat 16. hetében, 2025. július 1-jén

A 2018 decemberében a kormányellenes tüntetéssorozat egyik kulcsszereplője volt. December 16-án a Hősök terére bejelentett tüntetés helyszínéről 10-15 000 fős tömeggel, több ellenzéki képviselő társaságában az MTVA székháza elé vonult. Hadházy beszédében kifejezte a szándékát, hogy az épületébe képviselői jogosultságával fog belépni, hogy a tüntetők követeléseit a hírszerkesztőnek átadja. A képviselők este 9 körül léptek be a székházba, azonban reggelig sem sikerült elérniük, hogy a követelések a hírekbe bekerüljenek. Másnap reggel a még a székházban tartózkodó képviselő és a biztonságiak közötti dulakodás után eltávolították az épületből. A vitatott eset miatt a képviselő feljelentést tett, az MTVA pedig a jegyzőnél indított birtokvédelmi eljárást. 2020. február 13-án a Fővárosi Törvényszék jogerősen kimondta, hogy  az óbudai jegyző birtokvédelmi határozata jogtalan volt.
2022-ben Budapesti 8. sz. országgyűlési egyéni választókerület képviselőjének választották és függetlenként folytatta parlamenti munkáját. Mivel nem vett részt az alakuló ülésén, képviselői jogait nem gyakorolhatta és tiszteletdíját sem vehette fel 2022. október 10-ei eskütételééig.

2025-ben márciusban kezdődő, heti rendszerességű „Nem hagyjuk abba!” című tüntetéssorozatot kezdett Budapesten a Ferenciek terén, melyen minden kedden több-kevesebb tiltakozóval együtt követeli az „ellehetetlenítési törvény” visszavonását. A tüntetéssorozaton a meghirdetett helyszínről több alkalommal más helyszínekre vonultak a résztvevők, többek között a Szuverenitásvédelmi Hivatal gellérthegyi épületéhez, a Várba illetve a Belügyminisztériumhoz.